# 图法耶
图法耶（法語：Touffailles，法語發音：[tufaj]）是法国奧克西塔尼大區塔恩-加龙省的一个市镇，属于卡斯泰尔萨拉桑区。

## 地理
图法耶（44°16'22"N, 1°3'2"E）面积24.34 平方千米，位于法国奧克西塔尼大區塔恩-加龙省，该省份为法国西南部内陆省份，北起顺时针与洛特省、阿韦龙省、塔恩省、上加龙省、热尔省和洛特-加龙省接壤。
与图法耶接壤的市镇（或旧市镇、城区）包括：福鲁、拉库、洛泽特、凯尔西地区米拉蒙、蒙塔居代、凯尔西地区蒙泰居。

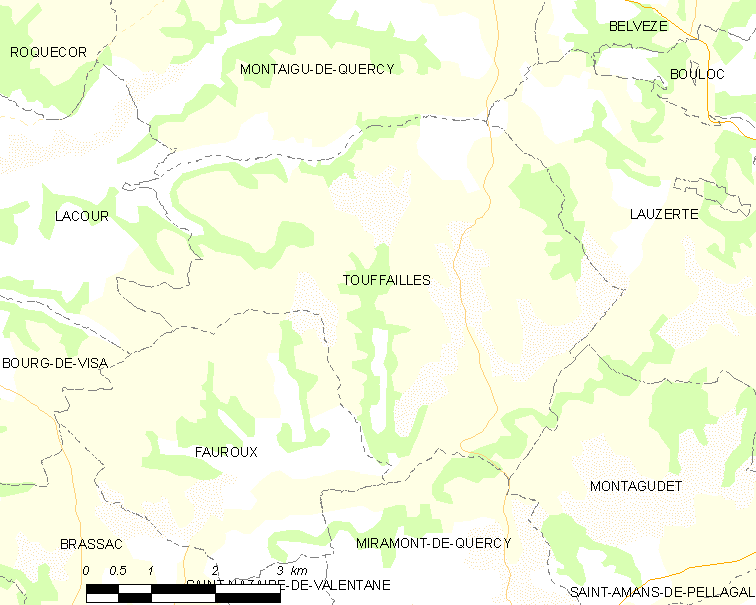
图法耶的OSM定位图

图法耶的时区为UTC+01:00、UTC+02:00（夏令时）。

## 行政
图法耶的邮政编码为82190，INSEE市镇编码为82182。

## 政治
图法耶所属的省级选区为塞尔地区-南凯尔西县。

## 人口

1962-2008年间图法耶人口变化图示

图法耶于2022年1月1日时的人口数量为336人。